# Surani
Surani község Prahova megyében, Munténiában, Romániában.  A hozzá tartozó település: Păcuri.

## Fekvése
A megye középső részén található, a megyeszékhelytől, Ploieşti-től, negyvenöt kilométerre északkeletre, a Lopatna és Suraneanca patakok mentén, a Szubkárpátok dombságain.

## Történelem
A 19. század végén a község Prahova megye Podgoria járásához tartozott és csupán Surani faluból állt, 974 lakossal. Ebben az időszakban a községnek volt egy 1889-ben alapított iskolája valamint egy 1816-ban felszentelt temploma.
1925-ben a község lakossága 1679 fő volt.
1950-ben közigazgatási átszervezés alapján, a Prahova-i régió Teleajen rajonjához került, majd 1952-ben a Ploiești régióhoz csatolták.
1968-ban ismét megyerendszert vezettek be az országban, a község az újból létrehozott Prahova megye része lett. Ekkor már Păcuri falut is az irányítása alá helyezték.

## Lakossága
A nemzetiségi megoszlás a következő:
| 2002     | 2002 | 2002   |
| -------- | ---- | ------ |
| Románok  | 1868 | 100,0% |
| Összesen | 1868 | 100,0% |